# Leymus
Leymus és un gènere de plantes de la família de les poàcies, ordre de les poals, subclasse de les commelínides, classe de les liliòpsides, divisió dels magnoliofitins.

## Taxonomia
- L. arenarius (L.) Hochst.

(vegeu-ne una relació més exhaustiva a Wikispecies)

## Sinònims
Aneurolepidium Nevski, 
Anisopyrum (Griseb.) Gren. & Duval, nom. inval., 
Eremium Seberg & Linde-Laursen, 
Malacurus Nevski.